# Fußball-Weltmeisterschaft 2006/Gruppe C
Resultate der Gruppe C der Fußball-Weltmeisterschaft 2006:
| Pl. | Land                   | Sp. | S | U | N | Tore    | Diff. | Punkte |
| --- | ---------------------- | --- | - | - | - | ------- | ----- | ------ |
| 1.  | Argentinien            | 3   | 2 | 1 | 0 | 008:100 | +7    | 07     |
| 2.  | Niederlande            | 3   | 2 | 1 | 0 | 003:100 | +2    | 07     |
| 3.  | Elfenbeinküste         | 3   | 1 | 0 | 2 | 005:600 | −1    | 03     |
| 4.  | Serbien und Montenegro | 3   | 0 | 0 | 3 | 002:100 | −8    | 0      |

## Argentinien – Elfenbeinküste 2:1 (2:0)
| Argentinien                                                                     | Argentinien | Elfenbeinküste | Elfenbeinküste | Aufstellung                                  |
| ------------------------------------------------------------------------------- | --- | --- | -------------- | -------------------------------------------- |
| Argentinien                                                                     | \| Samstag, 10. Juni 2006 um 21:00 Uhr in Hamburg (Volksparkstadion) \| \| Zuschauer: 45.442 (ausverkauft) (Presse-Angabe); 49.480 Zuschauer (FIFA-Angabe) \| \| Schiedsrichter: Frank De Bleeckere ( Belgien) \| \| Spielbericht \|                                                     | \| Samstag, 10. Juni 2006 um 21:00 Uhr in Hamburg (Volksparkstadion) \| \| Zuschauer: 45.442 (ausverkauft) (Presse-Angabe); 49.480 Zuschauer (FIFA-Angabe) \| \| Schiedsrichter: Frank De Bleeckere ( Belgien) \| \| Spielbericht \|                                         | Elfenbeinküste | Aufstellung Argentinien gegen Elfenbeinküste |
| Argentinien                                                                     | Roberto Abbondanzieri – Nicolás Burdisso, Roberto Ayala, Gabriel Heinze, Juan Pablo Sorín – Maxi Rodríguez, Javier Mascherano, Esteban Cambiasso – Juan Román Riquelme (90.+2' Pablo Aimar) – Javier Saviola (76. Lucho), Hernán Crespo (64. Rodrigo Palacio) Cheftrainer: José Pekerman | Jean-Jacques Tizié – Emmanuel Eboué, Kolo Touré, Abdoulaye Méïté, Arthur Boka – Abdul Kader Keïta (77. Arouna Koné), Yaya Touré, Didier Zokora, Kanga Akalé (62. Bakari Koné) – Bonaventure Kalou (56. Aruna Dindane), Didier Drogba Cheftrainer: Henri Michel ( Frankreich) | Elfenbeinküste | Aufstellung Argentinien gegen Elfenbeinküste |
| Argentinien                                                                     | 1:0 Crespo (24.) 2:0 Saviola (38.) | 2:1 Drogba (82.) | Elfenbeinküste | Aufstellung Argentinien gegen Elfenbeinküste |
| Argentinien                                                                     | Saviola (41.), Heinze (49.), González (81.) | Eboue (61.), Drogba (90.+1') | Elfenbeinküste | Aufstellung Argentinien gegen Elfenbeinküste |
| Argentinien                                                                     | - für die Elfenbeinküste war es der erste Auftritt bei einer Weltmeisterschaft | | Elfenbeinküste | Aufstellung Argentinien gegen Elfenbeinküste |
| Argentinien                                                                     | Spieler des Spiels: Javier Saviola (Argentinien) | | Elfenbeinküste | Aufstellung Argentinien gegen Elfenbeinküste |
| Samstag, 10. Juni 2006 um 21:00 Uhr in Hamburg (Volksparkstadion)               | | |                |                                              |
| Zuschauer: 45.442 (ausverkauft) (Presse-Angabe); 49.480 Zuschauer (FIFA-Angabe) | | |                |                                              |
| Schiedsrichter: Frank De Bleeckere ( Belgien)                                   | | |                |                                              |
| Spielbericht                                                                    | | |                |                                              |

## Serbien und Montenegro – Niederlande 0:1 (0:1)
| Serbien-Montenegro | Serbien-Montenegro | Niederlande | Niederlande | Aufstellung                                      |
| --- | --- | --- | ----------- | ------------------------------------------------ |
| Serbien-Montenegro | \| Sonntag, 11. Juni 2006 um 15:00 Uhr in Leipzig (Zentralstadion) \| \| Zuschauer: 37.216 (Presse-Angabe); 43.000 (ausverkauft) (FIFA-Angabe, jedoch nennt diese daneben ebenfalls die 37.216) \| \| Schiedsrichter: Markus Merk ( Deutschland) \| \| Spielbericht \| | \| Sonntag, 11. Juni 2006 um 15:00 Uhr in Leipzig (Zentralstadion) \| \| Zuschauer: 37.216 (Presse-Angabe); 43.000 (ausverkauft) (FIFA-Angabe, jedoch nennt diese daneben ebenfalls die 37.216) \| \| Schiedsrichter: Markus Merk ( Deutschland) \| \| Spielbericht \|                        | Niederlande | Aufstellung Serbien-Montenegro gegen Niederlande |
| Serbien-Montenegro | Dragoslav Jevrić – Igor Duljaj, Goran Gavrančić, Mladen Krstajić, Ivica Dragutinović – Nenad Đorđević (43. Koman) – Predrag Đorđević, Albert Nađ, Dejan Stanković – Savo Milošević (46. Nikola Žigić), Mateja Kežman (67. Danijel Ljuboja) Cheftrainer: Ilija Petković | Edwin van der Sar – John Heitinga, André Ooijer, Joris Mathijsen (86. Khalid Boulahrouz), Giovanni van Bronckhorst – Mark van Bommel (60. Denny Landzaat), Phillip Cocu – Wesley Sneijder – Robin van Persie, Ruud van Nistelrooy (69. Dirk Kuyt), Arjen Robben Cheftrainer: Marco van Basten | Niederlande | Aufstellung Serbien-Montenegro gegen Niederlande |
| Serbien-Montenegro | 0:1 Robben (18.) | | Niederlande | Aufstellung Serbien-Montenegro gegen Niederlande |
| Serbien-Montenegro | Stanković (34.), Koroman (64.), Dragutinović (81.), Gavrančić (90.) | van Bronckhorst (56.), Heitinga (85.) | Niederlande | Aufstellung Serbien-Montenegro gegen Niederlande |
| Serbien-Montenegro | Spieler des Spiels: Arjen Robben (Niederlande) | | Niederlande | Aufstellung Serbien-Montenegro gegen Niederlande |
| Sonntag, 11. Juni 2006 um 15:00 Uhr in Leipzig (Zentralstadion)                                                        | | |             |                                                  |
| Zuschauer: 37.216 (Presse-Angabe); 43.000 (ausverkauft) (FIFA-Angabe, jedoch nennt diese daneben ebenfalls die 37.216) | | |             |                                                  |
| Schiedsrichter: Markus Merk ( Deutschland)                                                                             | | |             |                                                  |
| Spielbericht | | |             |                                                  |

## Argentinien – Serbien und Montenegro 6:0 (3:0)
| Argentinien                                                          | Argentinien | Serbien und Montenegro | Serbien und Montenegro | Aufstellung                                          |
| -------------------------------------------------------------------- | --- | --- | ---------------------- | ---------------------------------------------------- |
| Argentinien                                                          | \| Freitag, 16. Juni 2006 um 15:00 Uhr in Gelsenkirchen (Veltins-Arena) \| \| Zuschauer: 52.000 (ausverkauft) \| \| Schiedsrichter: Roberto Rosetti ( Italien) \| \| Spielbericht \| | \| Freitag, 16. Juni 2006 um 15:00 Uhr in Gelsenkirchen (Veltins-Arena) \| \| Zuschauer: 52.000 (ausverkauft) \| \| Schiedsrichter: Roberto Rosetti ( Italien) \| \| Spielbericht \|                                                                                   | Serbien und Montenegro | Aufstellung Argentinien gegen Serbien und Montenegro |
| Argentinien                                                          | Roberto Abbondanzieri – Nicolás Burdisso, Roberto Ayala, Gabriel Heinze, Juan Pablo Sorín – Maxi Rodríguez (75. Lionel Messi), Javier Mascherano, Lucho (17. Esteban Cambiasso) – Juan Román Riquelme – Javier Saviola (59. Carlos Tévez), Hernán Crespo Cheftrainer: José Pekerman                                                                                 | Dragoslav Jevrić – Igor Duljaj, Goran Gavrančić, Mladen Krstajić, Milan Dudić – Albert Nađ (46. Ivan Ergić) – Ognjen Koroman (50. Danijel Ljuboja), Predrag Đorđević, Dejan Stanković – Savo Milošević (70. Zvonimir Vukić), Mateja Kežman Cheftrainer: Ilija Petković | Serbien und Montenegro | Aufstellung Argentinien gegen Serbien und Montenegro |
| Argentinien                                                          | 1:0 Rodríguez (6.) 2:0 Cambiasso (31.) 3:0 Rodríguez (41.) 4:0 Crespo (78.) 5:0 Tévez (84.) 6:0 Messi (88.) | | Serbien und Montenegro | Aufstellung Argentinien gegen Serbien und Montenegro |
| Argentinien                                                          | Crespo (36.) | Koroman (7.), Nađ (27.), Krstajić (42.) | Serbien und Montenegro | Aufstellung Argentinien gegen Serbien und Montenegro |
| Argentinien                                                          | Kežman (65., grobes Foulspiel) | | Serbien und Montenegro | Aufstellung Argentinien gegen Serbien und Montenegro |
| Argentinien                                                          | - Einstellung des höchsten Sieges Argentiniens bei einer Weltmeisterschaft - höchste Halbzeitführung Argentiniens bei einer Weltmeisterschaft - die Vorarbeit zum 2:0 bestand aus 26 aufeinanderfolgenden Ballkontakten der Argentinier, ohne dass ein Serbe an den Ball kam - Lionel Messis erstes Tor in einer Weltmeisterschaft (Viertjüngster in diesem Moment) | - höchste Niederlage von Serbien und Montenegro bzw. Jugoslawien bei einer Weltmeisterschaft | Serbien und Montenegro | Aufstellung Argentinien gegen Serbien und Montenegro |
| Argentinien                                                          | Spieler des Spiels: Juan Riquelme (Argentinien) | | Serbien und Montenegro | Aufstellung Argentinien gegen Serbien und Montenegro |
| Freitag, 16. Juni 2006 um 15:00 Uhr in Gelsenkirchen (Veltins-Arena) | | |                        |                                                      |
| Zuschauer: 52.000 (ausverkauft)                                      | | |                        |                                                      |
| Schiedsrichter: Roberto Rosetti ( Italien)                           | | |                        |                                                      |
| Spielbericht                                                         | | |                        |                                                      |

Besonderheiten:.
- erstes Spiel einer Weltmeisterschaft, in dem alle drei eingewechselten Spieler einer Mannschaft ein Tor erzielen

## Niederlande – Elfenbeinküste 2:1 (2:1)
| Niederlande                                                                 | Niederlande | Elfenbeinküste | Elfenbeinküste | Aufstellung                                  |
| --------------------------------------------------------------------------- | --- | --- | -------------- | -------------------------------------------- |
| Niederlande                                                                 | \| Freitag, 16. Juni 2006 um 18:00 Uhr in Stuttgart (Gottlieb-Daimler-Stadion) \| \| Zuschauer: 47.757 (Presse-Angabe); 52.000 (ausverkauft) (FIFA-Angabe) \| \| Schiedsrichter: Óscar Julián Ruiz ( Kolumbien) \| \| Spielbericht \|                                                                   | \| Freitag, 16. Juni 2006 um 18:00 Uhr in Stuttgart (Gottlieb-Daimler-Stadion) \| \| Zuschauer: 47.757 (Presse-Angabe); 52.000 (ausverkauft) (FIFA-Angabe) \| \| Schiedsrichter: Óscar Julián Ruiz ( Kolumbien) \| \| Spielbericht \|                             | Elfenbeinküste | Aufstellung Niederlande gegen Elfenbeinküste |
| Niederlande                                                                 | Edwin van der Sar – John Heitinga (46. Khalid Boulahrouz), André Ooijer, Joris Mathijsen, Giovanni van Bronckhorst – Mark van Bommel, Wesley Sneijder (50. Rafael van der Vaart), Phillip Cocu – Robin van Persie, Ruud van Nistelrooy (73. Denny Landzaat), Arjen Robben Cheftrainer: Marco van Basten | Jean-Jacques Tizié – Emmanuel Eboué, Kolo Touré, Abdoulaye Méïté, Arthur Boka – Bakari Koné (62. Aruna Dindane), Yaya Touré, Didier Zokora, Romaric (62. Gilles Yapi Yapo) – Arouna Koné (73. Kanga Akalé), Didier Drogba Cheftrainer: Henri Michel ( Frankreich) | Elfenbeinküste | Aufstellung Niederlande gegen Elfenbeinküste |
| Niederlande                                                                 | 1:0 van Persie (23.) 2:0 van Nistelrooy (27.) | 2:1 B. Koné (38.) | Elfenbeinküste | Aufstellung Niederlande gegen Elfenbeinküste |
| Niederlande                                                                 | Robben (34.), Mathijsen (35.), van Bommel (58.), Landzaat (90.+4') | Zokora (25.), Drogba (41.), Boka (66.) | Elfenbeinküste | Aufstellung Niederlande gegen Elfenbeinküste |
| Niederlande                                                                 | Spieler des Spiels: Arjen Robben (Niederlande) | | Elfenbeinküste | Aufstellung Niederlande gegen Elfenbeinküste |
| Freitag, 16. Juni 2006 um 18:00 Uhr in Stuttgart (Gottlieb-Daimler-Stadion) | | |                |                                              |
| Zuschauer: 47.757 (Presse-Angabe); 52.000 (ausverkauft) (FIFA-Angabe)       | | |                |                                              |
| Schiedsrichter: Óscar Julián Ruiz ( Kolumbien)                              | | |                |                                              |
| Spielbericht                                                                | | |                |                                              |

Besonderheit:
- erstes Länderspiel zwischen den Niederlanden und der Elfenbeinküste
- erste Ambush-Marketing-Aktion der niederländischen Brauerei Bavaria

## Niederlande – Argentinien 0:0
| Niederlande                                                           | Niederlande | Argentinien | Argentinien | Aufstellung                               |
| --------------------------------------------------------------------- | --- | --- | ----------- | ----------------------------------------- |
| Niederlande                                                           | \| Mittwoch, 21. Juni 2006 um 21:00 Uhr in Frankfurt (Commerzbank-Arena) \| \| Zuschauer: 48.000 (ausverkauft) \| \| Schiedsrichter: Luis Medina Cantalejo ( Spanien) \| \| Spielbericht \|                                                                                      | \| Mittwoch, 21. Juni 2006 um 21:00 Uhr in Frankfurt (Commerzbank-Arena) \| \| Zuschauer: 48.000 (ausverkauft) \| \| Schiedsrichter: Luis Medina Cantalejo ( Spanien) \| \| Spielbericht \|                                                                                              | Argentinien | Aufstellung Niederlande gegen Argentinien |
| Niederlande                                                           | Edwin van der Sar – Kew Jaliens, André Ooijer, Khalid Boulahrouz, Tim de Cler – Rafael van der Vaart, Phillip Cocu, Wesley Sneijder (86. Hedwiges Maduro) – Robin van Persie (67. Denny Landzaat), Ruud van Nistelrooy (56. Ryan Babel), Dirk Kuyt Cheftrainer: Marco van Basten | Roberto Abbondanzieri – Nicolás Burdisso (24. Fabricio Coloccini), Gabriel Milito, Roberto Ayala , Leandro Cufré – Maxi Rodríguez, Javier Mascherano, Esteban Cambiasso – Juan Román Riquelme (80. Pablo Aimar) – Carlos Tévez, Lionel Messi (70. Julio Cruz) Cheftrainer: José Pekerman | Argentinien | Aufstellung Niederlande gegen Argentinien |
| Niederlande                                                           | Kuyt (28.), Ooijer (42.), de Cler (48.) | Cambiasso (57.), Mascherano (90.) | Argentinien | Aufstellung Niederlande gegen Argentinien |
| Niederlande                                                           | - für Phillip Cocu war es das 100. Länderspiel | | Argentinien | Aufstellung Niederlande gegen Argentinien |
| Niederlande                                                           | Spieler des Spiels: Carlos Tévez (Argentinien) | | Argentinien | Aufstellung Niederlande gegen Argentinien |
| Mittwoch, 21. Juni 2006 um 21:00 Uhr in Frankfurt (Commerzbank-Arena) | | |             |                                           |
| Zuschauer: 48.000 (ausverkauft)                                       | | |             |                                           |
| Schiedsrichter: Luis Medina Cantalejo ( Spanien)                      | | |             |                                           |
| Spielbericht                                                          | | |             |                                           |

## Elfenbeinküste – Serbien und Montenegro 3:2 (1:2)
| Elfenbeinküste                                                  | Elfenbeinküste | Serbien und Montenegro | Serbien und Montenegro | Aufstellung                                             |
| --------------------------------------------------------------- | --- | --- | ---------------------- | ------------------------------------------------------- |
| Elfenbeinküste                                                  | \| Mittwoch, 21. Juni 2006 um 21:00 Uhr in München (Allianz Arena) \| \| Zuschauer: 66.000 (ausverkauft) \| \| Schiedsrichter: Marco Antonio Rodríguez ( Mexiko) \| \| Spielbericht \|                                                                   | \| Mittwoch, 21. Juni 2006 um 21:00 Uhr in München (Allianz Arena) \| \| Zuschauer: 66.000 (ausverkauft) \| \| Schiedsrichter: Marco Antonio Rodríguez ( Mexiko) \| \| Spielbericht \|                                                    | Serbien und Montenegro | Aufstellung Elfenbeinküste gegen Serbien und Montenegro |
| Elfenbeinküste                                                  | Boubacar Barry – Emmanuel Eboué, Arthur Boka – Abdul Kader Keïta (73. Bonaventure Kalou), Arouna Koné, Yaya Touré, Didier Zokora, Kanga Akalé (60. Bakari Koné) – Aruna Dindane, Cyril Domoraud , Blaise Kouassi Cheftrainer: Henri Michel ( Frankreich) | Dragoslav Jevrić – Igor Duljaj, Goran Gavrančić, Mladen Krstajić (16. Albert Nađ), Milan Dudić – Ivan Ergić, Nenad Đorđević, Predrag Đorđević, Dejan Stanković – Nikola Žigić (67. Savo Milošević), Saša Ilić Cheftrainer: Ilija Petković | Serbien und Montenegro | Aufstellung Elfenbeinküste gegen Serbien und Montenegro |
| Elfenbeinküste                                                  | 1:2 Dindane (37., Handelfmeter) 2:2 Dindane (67.) 3:2 Kalou (86., Handelfmeter) | 0:1 Žigić (10.) 0:2 Ilić (20.) | Serbien und Montenegro | Aufstellung Elfenbeinküste gegen Serbien und Montenegro |
| Elfenbeinküste                                                  | Keïta (33.), Domoraud (41.), Dindane (43.) | Nađ (17.), Dudić (35.), Duljaj (37.), Gavrančić (57.) | Serbien und Montenegro | Aufstellung Elfenbeinküste gegen Serbien und Montenegro |
| Elfenbeinküste                                                  | Domoraud (90.+2', wiederholtes Foulspiel) | Nađ (45.+1', wiederholtes Foulspiel) | Serbien und Montenegro | Aufstellung Elfenbeinküste gegen Serbien und Montenegro |
| Elfenbeinküste                                                  | - letztes Länderspiel der Nationalmannschaft des zerfallenen Staatenbundes Serbien und Montenegro | | Serbien und Montenegro | Aufstellung Elfenbeinküste gegen Serbien und Montenegro |
| Elfenbeinküste                                                  | Spieler des Spiels: Aruna Dindane (Elfenbeinküste) | | Serbien und Montenegro | Aufstellung Elfenbeinküste gegen Serbien und Montenegro |
| Mittwoch, 21. Juni 2006 um 21:00 Uhr in München (Allianz Arena) | | |                        |                                                         |
| Zuschauer: 66.000 (ausverkauft)                                 | | |                        |                                                         |
| Schiedsrichter: Marco Antonio Rodríguez ( Mexiko)               | | |                        |                                                         |
| Spielbericht                                                    | | |                        |                                                         |